# Kings (ancienne circonscription fédérale)
Pour les articles homonymes, voir Kings.
Kings fut une circonscription électorale fédérale de Nouvelle-Écosse. La circonscription fut représentée de 1867 à 1925.
C'est l'Acte de l'Amérique du Nord britannique de 1867 qui créa la circonscription électorale de Hants. Abolie en 1924, la circonscription fut incorporée à Hants—Kings.

## Géographie
En 1867, la circonscription de Kings comprenait:
- Le comté de Kings

## Députés
1. 1867-1870 — William Henry Chipman, Anti-confédéré
2. 1870¹-1874 — Leverett de Veber Chipman, Libéral
3. 1874-1882 — Frederick W. Borden, Libéral
4. 1882-1887 — Douglas B. Woodworth, Libéral-conservateur
5. 1887-1911 — Frederick W. Borden, Libéral (2)
6. 1911-1917 — Arthur de Witt Foster, Conservateur
7. 1917-1921 — Robert Laird Borden, Unioniste
8. 1921-1925 — Ernest William Robinson, Libéral

- ¹ = Élection partielle